# 盐湖城大礼拜堂
40°46′13″N 111°53′35″W / 40.7704°N 111.8930°W
盐湖城大礼拜堂（Salt Lake Tabernacle）属于耶穌基督後期聖徒教會，位于犹他州盐湖城的圣殿广场，毗邻盐湖城聚会堂和盐湖城圣殿。

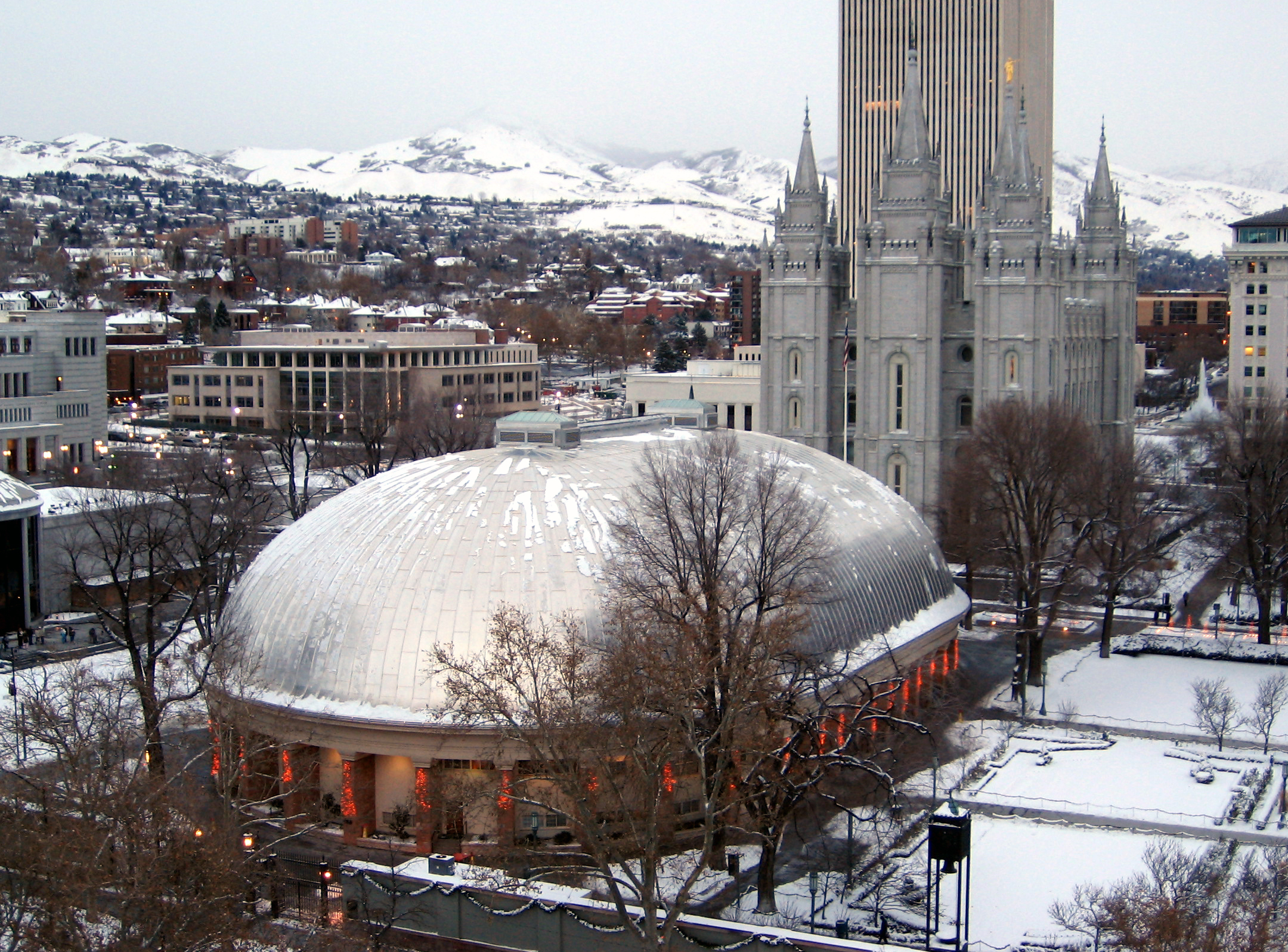

## 历史

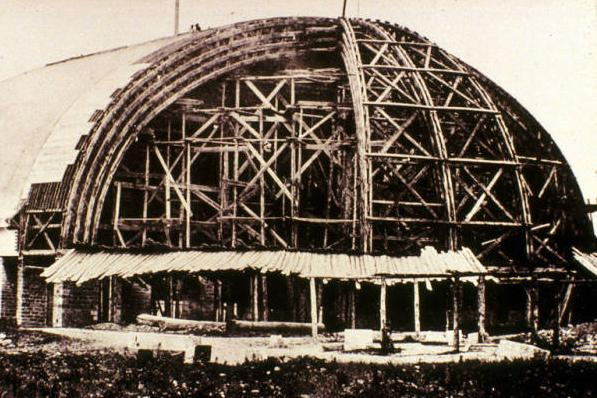
兴建中的盐湖城大礼拜堂

盐湖城大礼拜堂始建于1864年7月26日，1865年开始屋面施工，在遇到许多困难后，终于在1867年春天完成了150英尺宽，250英尺长的半圆形屋顶。1867年10月投入使用。
盐湖城大礼拜堂曾作为半年一度的耶稣基督后期圣徒教会大会会场132年之久，直到2000年，由于会议参加者的数量增长，大会移到了更大的新会议中心，但大礼拜堂仍用于大会期间无法容纳的人群。大礼拜堂拥有世界著名的摩门教大礼拜堂合唱团，犹他交响乐团也曾设于此。从2005年1月到2007年3月，盐湖城大礼拜堂关闭，进行抗震加固和广泛的整修。2007年3月31日重新开放，4月6-7日举行开幕音乐会。教会历史和艺术博物馆开幕，展示这座历史悠久的建筑。
盐湖城大礼拜堂的设计灵感来自帐篷
大礼拜堂有3500个座位。
管风琴位于唱诗班席的西端，是礼拜堂内部的焦点，也是世界上最大的管风琴之一。

## 建筑
20世纪初，盐湖城大礼拜堂被一些游客批评为“一只迷失方向的乌龟”，或“圣龟教会”，但弗兰克·劳埃德·莱特 称之为“这个国家，也许是世界的建筑杰作之一”。